# Stay Awake (The Sheer)
Stay Awake is een single van de Nederlandse band The Sheer uit 2005. Het is de vierde en laatste single van hun debuutalbum The Keyword Is Excitement. Tevens staat het op de soundtrack van de film Flirt.
Het nummer behaalde de 7e positie in de Nederlandse Tipparade.